# Notiophilus aquaticus
Notiophilus aquaticus es una especie de escarabajo del género Notiophilus, familia Carabidae. Fue descrita científicamente por Linnaeus en 1758.
Esta especie es originaria del Paleártico y el Neártico. En Europa, se encuentra en Andorra, Austria, Bielorrusia, Bélgica, Bosnia y Herzegovina, Gran Bretaña, incluida la isla de Man, Bulgaria, Croacia, República Checa, Dinamarca continental, Estonia, islas Feroe, Finlandia, Francia continental, Alemania, Islandia, República de Irlanda, Italia continental, Kaliningrado, Letonia, Liechtenstein, Luxemburgo, Moldavia, Irlanda del Norte, Macedonia del Norte, Noruega continental, Polonia, Rusia, Sicilia, Eslovaquia, Eslovenia, España continental, Suecia, Suiza, Países Bajos, Ucrania y Yugoslavia.
Mide 4.5-6.0 mm. Habita en lugares como pozos de arenas y campos, también en bordes de bosques y en campos.